# Citolemă
Citolema este stratul ce acoperă citoplasma unei celule vegetale. Aceasta este esențială pentru introducerea anumitor compuși vitali în citoplasmă, cum ar fi Na+, K+, Na+, Ca2+ și Mg2+ și eliminarea cataboliților în mediul extra-celular. 

## Alcătuire
Citolema este alcătuită din citoschelet, plasmalemă și glicolemă. Citoscheletul este un complex de proteine, dintre care actina, spectrina, anchirina, proteina benzii4,5 și o proteină integrală. Aici se află și sediul calmodulinelor și complexul poate fi modificat prin gelsolină. Plasmalema e formată din două straturi lipidice: capul polar hidrofil și capul apolar format din acizi grași și hidrofob. Fosfolipidele intersectează  capul hirofil și partea hidrofobă și are abilitatea de a se orienta în monostrat. Când sunt prea saturate, se formează micelii. Proteine extrinseci și intriseci se afla în bistrat. În partea externă a plasmalemei se află stratul mobil și imobil de ioni. Glicolema are la suprafață glicocalixul. Glicolema este formată din învelișul de suprafață și lamina externă. Aici circulă multe glicoproteine. La exterior se află anioni și cationi. Pe lamina externă a glicolemei se află receptori care în contact cu anumite  substanțe produse de bacterii (antigeni) produce anticorpi. în cazul hormonilor, produc diferite proteine. De cele mai multe ori schimbă metabolismul celulei. Transportul transmembranar este din transportul activ și pasiv. Cel pasiv  se face prin pori și canale în difuziunea simplă și deschizături specializate și specificate în cazul difuziunii facilitate. Pe cel activ îl constituie proteine se ancorează și transportă ioni prin energia metabolismului și se numesc pompe ionice.